# Holzi
Holzi ist ein Gemeindeteil der Stadt Hilpoltstein im Landkreis Roth (Mittelfranken, Bayern).

## Lage
Holzi liegt in der Gemarkung Hagenbuch. Der Weiler hat eine Flurgröße von 23 Hektar und liegt im Vorland der Mittleren Frankenalb oberhalb des Schwarzachtales nordöstlich des Hofberges und südöstlich des Gemeindesitzes. Westlich führt die Kreisstraße RH 28 vorbei, von der es zwei Abzweigungen nach Holzi gibt.

## Geschichte
Südöstlich des Weilers Holzi stand im Frühmittelalter (8. bis 10. Jahrhundert) und damit in der Zeit des fränkischen Landesausbaus in der Flur „Greuth“ eine Burganlage, die auch als „Wasserburg Holzi“ bezeichnet wird und eine etwa einen Hektar große Niederungsburg war. Bei archäologischen Untersuchungen 2002/03 wurde eine aus vermörtelten Kalksteinen errichtete Toranlage festgestellt.
Der Ort wurde 1489 erstmals urkundlich erwähnt. Er gehörte zur katholischen Pfarrei Obermässing, dann zu Meckenhausen, als 1517 diese Obermässinger Filiale zur Pfarrei erhoben wurde. 1542 verpfändete das Fürstentum Pfalz-Neuburg unter Ottheinrich das Amt Hilpoltstein auf 36 Jahre an die Reichsstadt Nürnberg, die umgehend die lutherische Kirchenordnung einführte; auch die Untertanen in Holzi mussten den Konfessionswechsel mitmachen. 1628 erfolgte die Rekatholisierung, da auch das Fürstentum Pfalz-Neuburg wieder den alten Glauben angenommen hatte.
1684 bestand „Holz“ (auch: „Holtz“), wie der Weiler im Mittelalter hieß, aus drei „Mannschaften“ (= Untertanen-Familien) dreier Grundherren: eine Mannschaft war eichstätterisch und unterstand Obermässing, eine gehörte den Herren von Wolfstein, die dritte war frei Eigenbesitz des Bauern Leonhard Zwengerleins. Die hohe Gerichtsbarkeit über den Weiler übten die Herren von Stein (= Hilpoltstein) aus.
Am Ende des Alten Reiches, gegen 1800, unterstand Holzi hoch- und niedergerichtlich dem nach dem Heimfall von Pfalz-Neuburg nunmehr bayerischen Pflegamt Hilpoltstein. Die drei Untertanen gehörten immer noch drei verschiedenen Grundherren, nämlich der Martin Dillmann’schen Stiftung zu Hilpoltstein, dem bayerischen Kastenamt Sulzbürg und dem eichstättischen Kastenamt Obermässing.
Im Königreich Bayern (1806) mit dem Gemeindeedikt von 1818 Holzi mit seinen drei Höfen und 20 Einwohnern der Ruralgemeinde Hagenbuch und dem Steuerdistrikt Weinsfeld zugewiesen.
1835 wurde Holzi aus der Pfarrei Meckenhausen aus- und wieder nach Obermässing eingepfarrt. Dorthin gingen auch die Kinder zur Schule, und auf dem dortigen, 1900 erweiterten Friedhof wurden auch die Toten bestattet. 1871 lebten in Holzi zehn Einwohner in sechs Gebäuden, 1873 wurden 29 Rinder gehalten.
Im Zuge der Gebietsreform in Bayern wurde die Gemeinde Hagenbuch mit ihren drei Gemeindeteilen Hagenbuch, Häusern und Holzi zum 1. Januar 1972 nach Meckenhausen eingemeindet. Am 1. Juli 1976 musste auch die Gemeinde Meckenhausen ihre politische Eigenständigkeit aufgeben und wurde Teil der Gemeinde Hilpoltstein.

## Einwohnerentwicklung
- 1818: 19 (3 „Feuerstellen“ = Haushaltungen, 3 Familien)[15]
- 1820: 20 (3 Höfe)[10]
- 1831: 20 (3 Höfe)[16]
- 1836: 09 (3 Höfe)[17]
- 1871: 10 (6 Gebäude)[13]
- 1900: 17 (3 Wohngebäude)[18]
- 1937: 17[19]
- 1950: 18 (3 Wohngebäude)[10]
- 1961: 15 (3 Wohngebäude)[20]
- 1970: 16[10]

## Sonstiges
- In Holzi ist mit Robert Eberler ein Hüteschäfer beheimatet; im Landkreis Roth gibt es außer ihm nur noch eine weitere Person, die diesen Beruf ausübt.[21]